# April Scott
April Ann McIntosh (née le 29 janvier 1979), est une américaine actrice et modèle professionnellement connu comme April Scott. Elle est apparue dans des programmes télévisés tels que CSI: Miami et It's Always Sunny à Philadelphie, ainsi que dans des films tels que The Dukes of Hazzard: The Beginning, I Do .. . I Did , Le penthouse et la volonté de vivre . Elle est actuellement l'animatrice de l'émission télévisée Model Turned Superstar sur la chaîne 4K Universe. 

## Jeunesse
April Scott est née à Campbell, dans le Missouri. Elle est d'ascendance française, espagnole et amérindienne. Au lycée, elle a souvent assisté à des concours de beauté remportant 45 titres. Après avoir obtenu son diplôme de la Campbell High School en 1997, elle s'est inscrite au College of the Ozarks, à Point Lookout, dans le Missouri. Elle a obtenu un diplôme en théâtre et une mineure en rhétorique comme spécialiste de la promotion de sa classe (4.083 GPA). Peu de temps après avoir terminé ses études, Scott a déménagé à Los Angeles pour commencer une carrière d'actrice. 

## Carrière de mannequin
Scott a été nommée parmi les 100 plus belles personnes de People Magazine en 2006. Cette année-là également, elle était le visage de Merle Norman Cosmetics, apparaissant dans plusieurs publicités de Norman. Elle a tourné des campagnes pour les entreprises de lingerie: Dreamgirl, Fredericks of Hollywood, Hustler, Shirley's d'Hollywood, Forplay, Escante, Minor Creations et Hey Baby. Elle a porté des vêtements et des vêtements de bain pour de nombreuses sociétés commerciales, notamment Target, Macy's, Sears, JC Penneys, Venus Swimwear et Boston Proper. Les couvertures de magazines comprennent: Maxim Magazine (décembre 2007) People Magazine (avril 2008) Rounder (mars 2008) Race (février 2008) Sense (déc 2010) 944 (déc 2006) Fitness RX (numéro de septembre 2006) Import Tuner (numéro d'octobre 2006 ), Knockout Magazine (2008), Image Magazine (mai 2009), Warning Magazine (janvier-février 2009), Women's World Magazine (mars 2011), Glam Couture Magazine (avril 2011), Temptations Magazine (Août 2011), Glam Couture Magazine 2014). Elle est apparue sur plusieurs panneaux publicitaires pour Coors Light, Bud Light, Miller Lite, Busch Light et The Showbiz Show avec David Spade. 

## Carrière d'actrice
La carrière d'actrice de Scott comprend des émissions telles que Entourage, The Shield, Believe It or Not de Ripley!, Il fait toujours beau à Philadelphie et CSI: Miami . Elle a également animé Ripe TV, Octane TV et The Hook de ESPN2, où elle a interviewé des athlètes de sports extrêmes. En 2006, elle est devenue un modèle du célèbre jeu télévisé de NBC, Deal or No Deal . En juillet 2006, elle joue dans le film Sheriff fais moi peur: Le commencement comme Daisy Duke (précédemment interprétée par Jessica Simpson en 2004 et Catherine Bach dans la série originale). Le film est sorti en mars 2007.  
Scott a également été choisie comme seule femme dans la vidéo If I Die Die Tomorrow de Mötley Crüe et dans la première vidéo de Alxandr Nate, "Noah's Town" (2017).

## Fitness
Scott est entraîneur personnel certifié, entraîneur certifié en arts martiaux mixtes (CMMACC), chef certifié en conditionnement physique personnel (CPFC), spécialiste de la nutrition pour enfants (KNS) et coach de vie holistique certifié (CHLC.)  
En 2014, elle a été choisie comme ambassadrice Gold de la fondation Get America Fit, qui fournit du matériel de fitness et de loisirs, ainsi que de l’éducation aux écoles et aux communautés de l’ensemble de l’Amérique. 

## Prix
April figure dans la liste des 100 plus belles personnes de 2006 de People Magazine, classée 76e sur la liste Maxim Hot 100 de 2006  n ° 63 sur la liste Maxim's Hot 100 de 2007, n ° 62 sur les 100 plus sexy des années 2007 et # 75 dans AskMen.com Top 99 Femmes de 2008. Elle est apparue sur la couverture du calendrier des célébrités 2008 de Maxim et figure sur la liste 2008 des 100 femmes les plus sexy au monde de la FHM. 
Vancouver Badass Film Festival 2017 - Meilleure actrice dans un second rôle (For Blood- Lady Blade) (Nomination) 
Vancouver Badass Film Festival 2017 - Meilleur court métrage (For Blood) (Gagnant) 
Festival du film de San Diego 2016 - Meilleur court métrage (For Blood) (Gagnant) 
Festival du film de San Diego 2016 - Meilleure photographie (For Blood) (Gagnant) 

## Filmographie

### Film
| Année | Titre          | Rôle       | Remarques                                     |
| ----- | -------------- | ---------- | --------------------------------------------- |
| 2009  | I Do ... I Did | Jenny      | Direct en vidéo                               |
| 2010  | The Penthouse  | Trista     | Direct en vidéo                               |
| 2011  | Living Will    | Krista     | Direct en vidéo, également productrice        |
| 2015  | For Blood      | Lady Blade | Court métrage, également productrice associée |

### Télévision
| Année | Titre                                           | Rôle                       | Remarques |
| ----- | ----------------------------------------------- | -------------------------- | --- |
| 2003  | The Shield                                      | Trish                      | Épisode: "Inferno" |
| 2003  | CSI: Miami                                      | Tess Kimball               | Épisode: "Frères de sang" |
| 2004  | Entourage                                       | Fille en Bikini / Modèle   | Episode: "Talk Show" (non crédité, en tant que modèle), Épisode: "Busey et la plage" (non crédité, en tant que fille en bikini) |
| 2007  | Shérif, fais-moi peur : Naissance d'une légende | Daisy Duke                 | Film de télévision |
| 2013  | Il fait toujours beau à Philadelphie            | Glenda the Gorgeous Gunman | Épisode: "Le gang sauve la journée"                                                                                             |

### Web
| Année | Titre                | Rôle   | Remarques                |
| ----- | -------------------- | ------ | ------------------------ |
| 2009  | Nite Tales: La série | Modèle | Épisode: "Pris au piège" |

## Théâtre
- Passing Through (2001). . . Susan
- The Office (2001). . . Fran
- Trapped (2001). . . Ruak
- Cosmic Christmas (2000). . . Aegus
- You Can't Take It With You (2000). . . Essie
- Graceland (2000). . . Bev
- Greenwillow (2000). . . Maidy
- Children of Eden (2000). . . Marie
- Quiet in the Land (1999). . . Nancy
- Girl Crazy (1998). . . Babs
- Dernière nuit à Ballyhoo (1998). . . Ensoleillé
- Ghosts (1998). . . Mme. Alving